# Битва біля Хобкіркс-Хілл
Битва біля Хобкіркс-Хілл (іноді Друга битва біля Камдені) — битва Війни за незалежність США, яка відбулася 25 квітня 1781 року в районі Камдена (Південна Кароліна; США). Американська армія генерала Гріна зазнала поразки від британського загону генерала Френсіса Ровдона, американці були змушені відійти.

## Перед битвою
Навесні 1781 року командувач американських військ на Півдні США генерал Грін почав активні наступальні дії проти британської армії генерала Корнуолісса. Незважаючи на поразку у битві біля Гілфордського суду 15 березня 1781 року Грін зберіг боєздатність своєї армії. Британці відійшли у Північну Кароліну.
У квітні 1781 року Грін почав операцію по знищенню британських гарнізонів у Південній Кароліні. Американці прагнули знищити тилові комунікації Корнуолісса і змусити його відступити у Південну Кароліну. Грін вирішив напасти на Камден, де знаходився найсильніший у Південній Кароліні британський гарнізон.
20 квітня 1781 року військо Гріна підійшло до Камдена. Американське військо налічувало 1550 вояків (піхота, артилерія і трохи кінноти), однак для повноцінної облоги Кемдена цих сил явно не вистачало. Тому Грін вирішив зайняти позицію за півтори милі від Камдена, в районі пагорба Хобкіркс-Хілл, блокуючи дорогу з Камдена. Грін вирішив виманити британський гарнізон з міста і знищити його у відкритому полі.
Британський гарнізон Камдена складався з 63-го британського піхотного полку, а також загонів американських лоялістів і загалом налічував понад 900 вояків на чолі з генералом Френсісом Роудоном.

## Битва
21 квітня американська розвідка доповіла Гріну про те, що до Камдена йде британський загін чисельністю 400 чоловік для допомоги Роудону. Грін направив на перехоплення цього загону частину своїх військ і артилерії на чолі з полковником Каррінгтоном. Однак, інформація розвідки виявилася хибною — до гарінізону Камдена ніхто насправді не йшов з допомогою. Тому Грін 24 квітня наказав Каррінгтону повертатися до Хобкіркс-Хілл, але британці від американського дезертира дізналися що сили Гріна ослаблені і вирішили їх атакувати.
Вранці 25 квітня 1781 року гарнізон Камдена перейшов у наступ. О 11 годині ранку британці атакували американські пікети на лівому фланзі армії Гріна. Незважаючи на затятий опір американців британці відкинули їхні пікети і прорвалися до пагорбу Хобкіркс-Хілл. Американська артилерія призупинила наступ британців. Грін послав у тил британцям кавалерійський полк полковника Вільяма Вашингтона (родич Джорджа Вашингтона). Кавалерія Вашингтона вирвалася далеко в тил противника, але не змогла суттєво вплинути на хід битви.
Вирішальною стала атака британців по 1-му Мерілендському полку. Британці розбили цей полк і мерілендці кинулися тікати з поля бою. Після цього вся американська армія була вигнана з пагорбу Хобкіркс-Хілл і почала безладний відступ. Британці виграли битву.

## Наслідки битви
Американська армія у битві при Хобкіркс-Хілл зазнала поразки. Втрати американців становили 1 офіцера та 18 рядових убитими, 5 офіцерів і 108 рядових поранених, 2 офіцери потрапили в полон, а 136 рядових зникли безвісти. Втрати британців складали 39 вбитих, 210 поранених і 12 зниклих безвісти.
Генерал Роудон не став переслідувати американців і відійшов назад у Камден. Попри цю перемогу вже 9 травня 1781 року через атаки американських партизан Роудон був змушений залишити Камден.